# Попытка угона Ан-24 в Австрию
Попытка угона Ан-24 в Австрию — террористический акт, совершённый вечером 7 марта 1983 года. Авиалайнер Ан-24Б авиакомпании Balkan выполнял регулярный внутренний рейс LZ-013 по маршруту София—Варна, но через 15 минут после взлёта был захвачен четырьмя угонщиками, требовавшими лететь в Вену (Австрия). Пилоты не повернули самолёт в Вену, а обманным путём посадили его в аэропорту назначения; во время ареста один из угонщиков был застрелен полицией, но перед этим он успел нанести сильное ранение стюардессе. Остальные находившиеся на борту лайнера 43 человека (37 пассажиров, 3 члена экипажа и 3 угонщика) не пострадали.

## Самолёт
Ан-24Б (регистрационный номер LZ-AND, заводской 77303301, серийный 033-01) был выпущен Киевским авиационным заводом в 1967 году. В том же году был передан болгарской авиакомпании Balkan. Оснащён двумя турбовинтовыми двигателями АИ-24 производства ЗМКБ «Прогресс» имени А. Г. Ивченко.

## Экипаж
Состав экипажа рейса LZ-013 был таким:
- Командир воздушного судна (КВС) — 29-летний Илья Лалов.
- Второй пилот — 26-летний Пламен Сталев.
- Бортмеханик — Ангел Узунов.
- Стюардесса — Валентина Йорданова.

## Хронология событий
Рейс LZ-013 вылетел из Софии в 18:00 UTC, на его борту находились 4 члена экипажа и 40 пассажиров.
В 18:15, через 15 минут после взлёта, 4 пассажира (20-летний Валентин Иванов, 19-летний Лачезар Иванов, 22-летний Красен Гечев и 17-летний Ивайло Владимиров) достали ножи и объявили о захвате самолёта; они заявили пассажирам, что они недавно сбежавшие из тюрьмы преступники-рецидивисты, и пригрозили, что если будет предпринята любая попытка разоружить их или воспрепятствовать угону, они устроят разгерметизацию салона. После этого Валентин Иванов, угрожая стюардессе ножом, потребовал лететь в Вену.
Один из пассажиров (военный в звании полковника) был отправлен в кабину экипажа и передал пилотам требования угонщиков. В 18:25 КВС сообщил местным властям об угоне и получил приказ имитировать выполнение полёта в Вену, но при этом сохраняя курс на Варну. Во время полёта до пункта назначения КВС и бортмеханик пытались убедить угонщиков лететь в Стамбул, поскольку запаса авиатоплива не хватило бы до Вены, но они были непреклонны. В 19:50 власти Варны отключили всё электроснабжение в городе, чтобы помешать угонщикам распознать побережье Чёрного моря. В 19:55 UTC рейс LZ-013 приземлился в аэропорту Варны.
После посадки рейса 013 на его борт поднялись переодетые в сотрудников аэропорта Швехат стюардесса Марта Константинова и работник аэропорта Стоян Милков (свободно говорившие по-немецки) и пытались убедить угонщиков, что они находятся в Вене, чтобы выманить их из лайнера. Угонщики попросили переводчика для переговоров, пока один из них (Лачезар Иванов) не заметил, что Милков был одет в кожаную куртку болгарского производства, что вызвало у угонщиков панику и угрозы начать убивать пассажиров, но в этот момент в салон ворвались четверо бойцов спецназа (ранее запущенные в лайнер через дверь багажного отсека) и трое угонщиков (Лачезар Иванов, Гечев и Владимиров) были разоружены и арестованы. Четвёртый угонщик (Валентин Иванов) заперся в туалете вместе со стюардессой Йордановой и угрожал убить её, но в салон ворвались ещё двое спецназовцев и, выбив дверь туалета, застрелили его в тот момент, когда он пытался убить стюардессу.
Стюардесса Йорданова была ранена в шею и была доставлена в ближайшую больницу, где впоследствии полностью выздоровела. Остальные 3 члена экипажа и 37 пассажиров не пострадали.

## Последствия угона
- Лачезар Иванов был приговорён к 10 годам лишения свободы, Красен Гечев — к 9 годам, а Ивайло Владимиров — к 7 годам (позднее Верховный суд сократил срок Владимирову до 5 лет как несовершеннолетнему)[5][6][7].
- Все члены экипажа рейса 013 были представлены к награде.
- В 2015 году Лачезар Иванов был найден мёртвым в Бояне[8].

## Культурные аспекты
Попытка угона рейса 013 Balkan показана в 23 сезоне канадского документального телесериала Расследования авиакатастроф в серии Смертельный обман; при этом в серии не указан 1 член экипажа (бортмеханик).